# Iván Bagramián
Hovhannés Jachatury Bagramián (en armenio: Հովհաննես Բաղրամյան, en ruso: Ива́н(Оване́с) Хачату́рович Баграмя́н; Chardaklú, Imperio ruso, 20 de noviembrejul./ 2 de diciembre de 1897greg. - Moscú, Unión Soviética, 21 de septiembre de 1982) fue un comandante soviético armenio, mariscal de la Unión Soviética. Durante la Segunda Guerra Mundial, Bagramián fue el primer oficial no eslavo comandante de un frente y uno de los cincuenta armenios que alcanzaron el grado de general en el mismo período.
La experiencia de Bagramián le permitió distinguirse como un comandante capaz de lanzar contraofensivas soviéticas exitosas contra la Alemania nazi en las tempranas etapas de la guerra. En 1942 se le concedió el primer mando de una unidad, y en el noviembre de 1943 recibió su mando más prestigioso como jefe del Primer Frente Báltico. Como jefe de este frente, participó en las ofensivas que se movieron hacia el oeste y expulsaron a las fuerzas alemanas de las repúblicas bálticas.
Fuera de Armenia, se lo conoce principalmente por la versión rusificada de su nombre, Iván (o Ovannés) Jristofórovich Bagramián (en ruso: Ива́н Христофо́рович Баграмян).

## Biografía

### Primeros años y Primera Guerra Mundial
Hovhannés Bagramián, nacido en el pueblo de Chardajlú, cerca de Elizavétpol (más tarde Kirovabad, luego Ganja en la Gobernación de Tiflis), era hijo de Jachatur Bagramián, un trabajador ferroviario armenio.

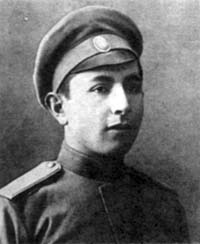
Bagramián en 1916 mientras estaba sirviendo en el ejército imperial ruso.

En 1915 se alistó en el Ejército Imperial ruso, como voluntario en el Segundo Regimiento de Frontera del Cáucaso, y pasó el resto de la Primera Guerra Mundial luchando contra el Imperio otomano en el frente del Cáucaso. En junio de 1917 se graduó en la academia militar de Tiflis.
No se unió al Partido Comunista después de la Revolución de Octubre, sino que lo hizo en 1941, cosa que era atípica para un oficial soviético, y sin embargo, con la creación de la recién establecida República Democrática de Armenia en 1918, se alistó en el Tercer Regimiento Armenio.
Después de que el Imperio otomano firmara el Tratado de Brest-Litovsk con la RSFS de Rusia, ayudó a prevenir el ataque del Tercer Ejército otomano en las regiones de Karaourgani y Sarkam. En mayo de 1918 participó en la batalla de Sardarapat, donde los militares armenios se aseguraron una victoria crucial contra las fuerzas turcas. Permaneció en este regimiento hasta mayo de 1920.
Después del derrocamiento del zar, el gobierno bolchevique invadió las repúblicas de Azerbaiyán, Georgia y Armenia. En mayo de 1920, Bagramián inició una rebelión local contra el Dashnak y se unió al 11.º Ejército Rojo. Hovhannés Bagramián asumió el mando de un regimiento de caballería que participó en varias batallas durante la guerra civil rusa, y también luchó contra las fuerzas armenias y georgianas nacionalistas.
Dos años después, Bragamián se casaría con Tamara Hamayakovna. Dicen que él la conoció durante la guerra y que la buscó cuando ésta concluyó. Allí descubrió que se había casado con un oficial del ejército que había fallecido en la guerra contra los turcos y que tenía un hijo de éste. Se casaron en diciembre de 1922 y además del hijo (Movses), tuvieron una hija (Margarit).

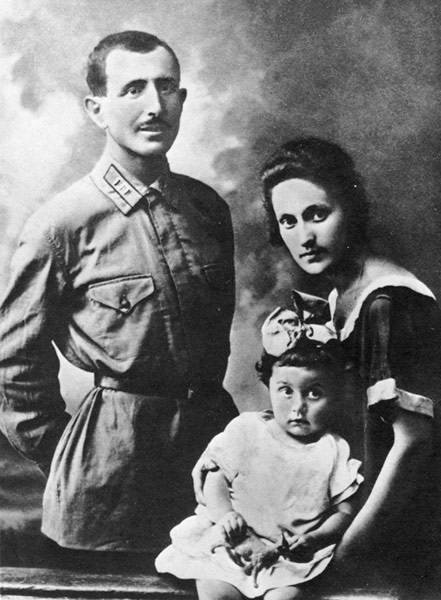
Iván Bagramián con su esposa e hija en los años 30s

En 1923 fue nombrado jefe del Regimiento de Caballería de Alexandropol, mando que conservó hasta 1931. Dos años más tarde, Bagramián se graduó en la Escuela de Caballería de Leningrado y, en 1934 en la Academia Militar Frunze. En dicha academia tuvo algunos problemas, debido principalmente a su participación en el intento de golpe de Estado contra el Dashnak y su colaboración con el partido nacionalista armenio de aquella época. La intervención de Anastás Mikoyán (miembro del politburó armenio) evitó que lo detuvieran y le permitió continuar su carrera militar.
De 1934 a 1936 se desempeñó como jefe de Estado Mayor de la 5.ª División de Caballería, y desde 1938 trabajó como instructor y profesor de categoría superior en la Academia Militar del Estado Mayor. Simultáneamente, el líder soviético Iósif Stalin había purgado gran parte del cuerpo de oficiales con experiencia de la Unión Soviética. Algunos estudiantes de la academia militar, como Andréi Yeriómenko y Georgui Zhúkov, vieron ascender su carrera, mientras que Bagramián permaneció estancado.
En 1940, cuando el general Zhúkov fue ascendido a jefe del Distrito Militar de Kiev, en Ucrania, Bagramián escribió una carta pidiendo servir bajo su mando. Zhúkov estuvo de acuerdo, y en diciembre solicitó a Bagramián su ayuda para redactar un documento que tenía que presentarse a todos los comandantes de los distritos militares soviéticos. El documento de Bagramián, Realización de una operación ofensiva contemporánea, dejó impresionado a Zhúkov, y promovió a Bagramián para convertirse en el jefe de operaciones del 12.º Ejército soviético, con base en Ucrania. A los tres meses, sin embargo, Bagramián, entonces coronel, fue nombrado Subjefe de Estado Mayor del Frente Suroeste, con cuartel general en Kiev.

### Segunda Guerra Mundial

#### Ucrania
En junio de 1941, la Alemania nazi violó el pacto de no agresión Mólotov-Ribbentrop e invadió la Unión Soviética. A diferencia de muchas de las tropas de la frontera que fueron tomadas por sorpresa por la ofensiva alemana, Bagramián y su comandante, el general Mijaíl Kirponós, creían que la invasión de Alemania era inevitable, y pensaban que la ofensiva alemana emplearía la estrategia de Blitzkrieg o guerra relámpago, como lo había utilizado en las campañas en Polonia en 1939 y Europa Occidental en 1940. Por eso, desde el invierno de 1939-40, Bagramián había ideado un plan de batalla que contestaría las amenazas sobre Ucrania occidental; dicho plan fue aprobado después de numerosas revisiones el 10 de mayo de 1940.
La columna en la cual iba Bagramián fue bombardeada por los aviones alemanes. Tres días después del inicio de la invasión, los proyectos para la contraofensiva fueron puestos en práctica pero el desorden envolvió a las tropas y el ataque se derrumbó. Aun así participó en las grandes batallas de tanques en Ucrania occidental y en la operación defensiva alrededor de Kiev, en la cual Mijaíl Kirponós murió y el Frente entero fue cercado por los alemanes. Él fue uno de los pocos oficiales de alta graduación que lograron escapar del ejército rodeado.
Bagramián entonces fue designado jefe de Estado Mayor del mariscal Semión Timoshenko y con el futuro primer ministro soviético Nikita Jrushchov como comisario político. En sus memorias, Jrushchov describía a Bagramián como "una persona muy precisa que hizo un informe muy detallado sobre todo tal y como era. Cuantas tropas teníamos nosotros, sus posiciones, y la situación general."
Bagramián contribuyó decisivamente a la planificación de dos contraofensivas soviéticas contra los alemanes, incluyendo el empuje principal hecho por fuerzas soviéticas en diciembre durante la batalla de Moscú, y para esto fue ascendido a teniente general. En el mismo mes, fue asignado jefe de Estado Mayor de un grupo de operaciones militares que supervisaría tres frentes de ejército: el Del sur, el Del sudoeste y el de  Briansk. En marzo de 1942, acompañó a Jrushchov y Timoshenko a Moscú para presentar a Stalin los proyectos de una nueva contraofensiva en la ciudad ucraniana de Járkov. Stalin, impresionado por su plan, aprobó la operación y el 8 de abril, promovió a Bagramián como jefe de Estado Mayor del Frente Sudoeste. El 12 de mayo de 1942, los ejércitos del Frente Sudoeste atacaron Járkov pero el inicio de la ofensiva vino en un momento inoportuno ya que atacaron el Saliente de Barvénkovo, justo cuando los alemanes se estaban reforzando para lanzar la operación Fall Blau.

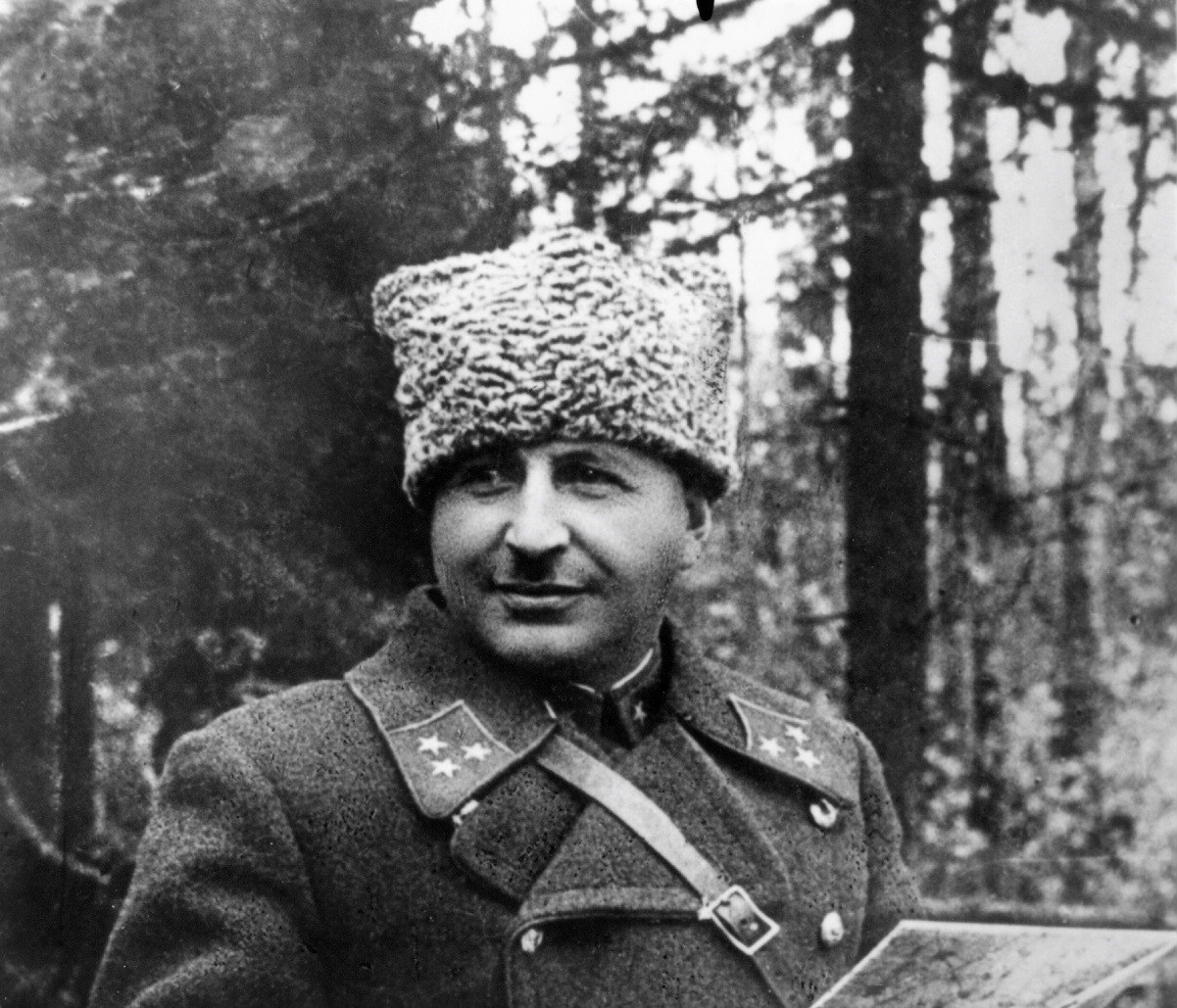
Jefe de Estado Mayor del Frente Sudoeste Teniente General Iván Bagramián, en 1941

Mientras las fuerzas soviéticas en un principio acertaron en la reconquista de Járkov, se encontraron atrapados por el ejército alemán después del cierre de Barvénkovo. El 18 de mayo, Bagramián pidió a Timoshenko cambiar los proyectos pero Timoshenko y Stalin rechazaron aprobar su petición. Las pérdidas soviéticas fueron enormes en los ejércitos 6.º, 9.º y 57.º (aproximadamente 18-20 divisiones) y Bagramián fue apartado el 28 de junio por la STAVKA. Según Jrushchov, Bagramián se vio tan afectado por la inmensa pérdida de hombres que después de que la operación fuera suspendida, «... se echó a llorar. Sus nervios se rajaron... Lloraba por nuestro ejército». Acusado de ser el responsable del fracaso de la operación, fue degradado a jefe de Estado Mayor del 28.º Ejército soviético. Varios días más tarde, escribió una carta a Stalin en la que pedía "servir en el frente en cualquier posición, aunque sea modesta". El historiador británico militar John Erickson afirma que Bagramián fue injustamente acusado por Stalin, en las tentativas de este en buscar siempre culpables cuando las operaciones militares salían mal.

#### El 16.º ejército
Aunque nunca había comandado una unidad antes de la guerra, se le dio su primer mando de un ejército en el frente occidental, en particular porque al mariscal Zhúkov le impresionaron sus habilidades y capacidades. Zhúkov, con la aprobación del STAVKA, lo nombró comandante del 16.º Ejército, en sustitución de su excomandante, Konstantín Rokosovski que había sido enviado al Frente de Briansk. El 30 de julio, las fuerzas soviéticas lanzaron una nueva ofensiva como parte de la continuación de las batallas de Rjev, en Rusia occidental, en un esfuerzo por hacer retroceder a las fuerzas alemanas que avanzaban hacia Moscú, cerca del río Volga. En las dos semanas siguientes, las fuerzas soviéticas realizaron con éxito varios logros en la región. El 11 de agosto, sin embargo, las fuerzas alemanas habían montado una ofensiva sorpresa en el flanco sur del frente occidental. Las fuerzas alemanas amenazaban a Bagramián en el flanco izquierdo, así que el 9 de septiembre movió rápidamente sus fuerzas para contraatacar y poner fin a sus intenciones de avanzar aún más.
El Frente Oriental se centraba en batallas casi exclusivamente dirigidas hacía Stalingrado, los alemanes intentaban llegar al Cáucaso con un gran avance hacia el sur, para entonces, el sexto ejército alemán asediaba Stalingrado. El 16.º Ejército en ese momento se componía de cuatro divisiones y una brigada de infantería para la nueva ofensiva, y a estas fuerzas de Bagramián se le sumaron otras dos divisiones, una brigada de infantería, cuatro brigadas de tanques y varios regimientos de artillería. El ejército de Bagramián lanzó un ataque contra las fuerzas alemanas en Briansk a lo largo de los frentes occidental. Por sus esfuerzos y la lucha contra el registro, el 16.º Ejército fue renombrado como 11.º Ejército de la Guardia.

#### Kursk
La batalla de Stalingrado marcó el punto de inflexión de la guerra. Las fuerzas alemanas se reorganizaban para una nueva ofensiva en el verano de 1943 para atacar a la Unión Soviética, en el saliente de Kursk, el Alto Mando alemán utilizó unidades veteranas para esta acción. La STAVKA, informada de la inminencia de los ataques, pidió que se avanzara cerca de las defensas de la ciudad de Kozelsk y se empujara al sur en la que sería la ayuda de los ejércitos del Frente Central. Las fuerzas procederían a cortar 75 millas de distancia que rodeaban a los alemanes. Esto fue similar a lo ocurrido en 1942 en la Operación Urano, donde los ejércitos soviéticos habían rodeado y atrapado al 6.º Ejército alemán en Stalingrado.
El 11.º Ejército de Bagramián se encargaba de tomar parte en la ofensiva y se le dio adicionalmente tres divisiones de infantería y dos cuerpo de ejército, en total una fuerza compuesta de quince divisiones. Bagramián sin embargo argumentó a la STAVKA que su planificación era demasiado audaz, en las esperanzas de repetir el éxito de cerco como la Operación Urano. Él afirmó que sus fuerzas estaban sobrecargadas y tendrían dificultades para atacar a las posiciones alemanas en Vóljov. Para evitar una repetición del fracaso de Járkov el año anterior, en lugar pidió que el 61.ª ejército del Frente de Briansk ayudara al 11.º Ejército en la destrucción de las fuerzas alemanas en la zona del Vóljov, con lo que se eliminaría el 9.º Ejército de la protección del norte. Hace un llamamiento al Frente, a su comandante Vasili Sokolovski y a Reyter pero ambos rechazaron su propuesta. En abril, la STAVKA mandó a los principales comandantes de los ejércitos y Frentes a Moscú a una reunión informativa sobre los preparativos de la batalla. Contra las protestas de Sokolovsky y Reyter, Bagramián propuso su plan alternativo al de Stalin, quien estuvo de acuerdo y aprobó que sería más correcto su camino a seguir. A Bagramián se le dio veinte días para preparar al 11.º Ejército y el 24 de mayo informó de que sus fuerzas estaban listas. El 11.º Ejército ahora estaba compuesto por 135 000 hombres, 280 vehículos blindados de combate, 2700 piezas de artillería y varios cientos de aviones para prestar apoyo aéreo a las fuerzas de tierra. Stalin, sin embargo, siente la necesidad de aumentar aún más la capacidad de lucha contra las fuerzas alemanas, por lo que retrasa la ofensiva.
El 5 de julio de 1943, después de varios meses de aplazamientos, las fuerzas alemanas lanzaron la batalla de Kursk esta operación recibió el nombre en clave de Operación Zitadelle. Las pérdidas alemanas fueron inicialmente grandes debido a los preparativos de la defensa soviética. Tomando ventaja de ello, el 12 de julio, las fuerzas de Bagramián comenzaron su ofensiva, cuyo nombre en código era Operación Kutúzov. El 28 de julio, la operación terminó con éxito y fue ascendido al rango de coronel general. En ese mes, sus fuerzas tomaron parte a gran escala en ofensivas contra los alemanes, lo que obligó a Alemania a permanecer a la defensiva durante el resto de la guerra.

#### Bielorrusia
Con el fin de las operaciones en Kursk, los soviéticos emprendieron una serie de ofensivas en varios frentes para expulsar a los alemanes de sus territorios. En octubre de 1943, el Undécimo Ejército de Bagramián fue trasladado al Segundo Frente Báltico, que se concentraba en la reconquista de Bielorrusia y las repúblicas bálticas. En noviembre, Stalin ofreció a Bagramián el cargo de comandante en jefe del Primer Frente Báltico con los mismos objetivos que el Segundo Frente Báltico, pero hacía poco progreso en sus tentativas de avanzar hacia el norte.

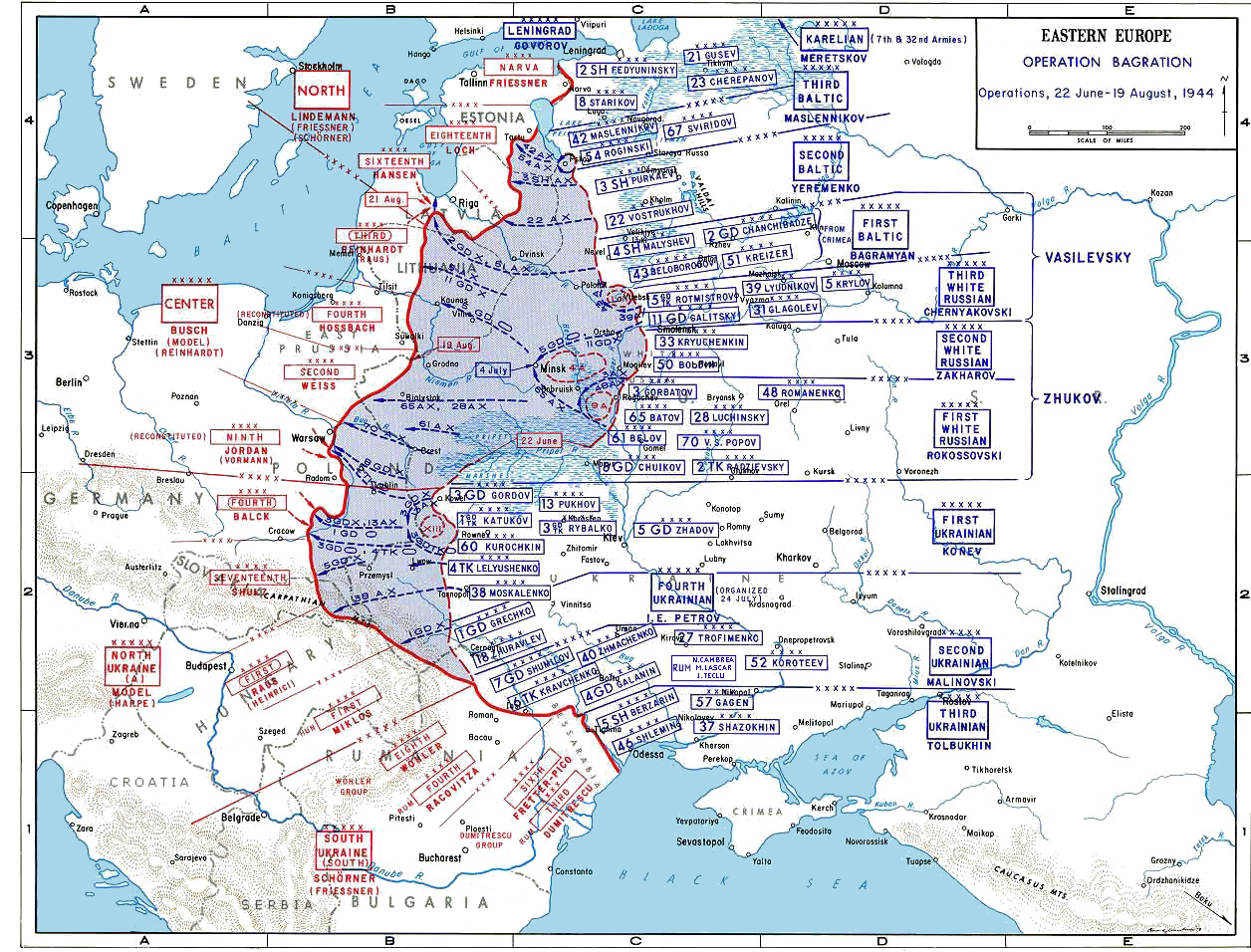
Despliegue general de las fuerzas soviéticas y alemanas durante la Operación Bagratión, en junio de 1944.

Stalin le permitiría mantener el 11.º Ejército, y sugirió al coronel general Nikandr Chíbisov, un oficial que había servido bajo, asumir su posición. Bagramián sin embargo comentó que había tenido un roce con Chíbisov y en su lugar se nombró al teniente general K. N. Gálitsky. Stalin se dio cuenta de que Bagramián no estaría en condiciones de coordinar con coherencia debido al conflicto que tenía, de acuerdo a la sugerencia de Bagramián, fue promovido al grado de general del ejército.
En el invierno de 1943, sus fuerzas avanzaron hacia la ciudad bielorrusa de Vítebsk. Una de las claves que vio Bagramián fue que muchos de los soldados habían formado parte de las unidades veteranas que habían sido entrenadas en la región ártica de Siberia, y les resultaba fácil atravesar las defensas alemanes que habían construido durante varios meses. Uno de los lugares imprescindibles para alcanzar Vítebsk era la pequeña ciudad de Gorodok, centro de comunicaciones que los alemanes habían fortificado fuertemente. La defensa fue encarnizada y Bagramián tuvo que utilizar artillería pesada y apoyo aéreo de la Fuerza Aérea Soviética para bombardear la ciudad y, a continuación, poner en marcha un triple ataque desde tierra para tomar la población. La guarnición alemana fue rebasada, y el 24 de diciembre, fueron hechos prisioneros dos divisiones de infantería y una de tanques. En Moscú, la noticia de la victoria en Gorodok se celebró con una salva de ciento veinticuatro cañonazos en honor de Bagramián y el Primer Frente Báltico.
El 2 de abril de 1944 Stalin concedió a Bagramián la solicitud que este había hecho para aliviar las tropas en las funciones de la ofensiva del Frente. Sin embargo, las fuerzas alemanas tomaron la iniciativa, ya que montaron una nueva ofensiva contra los partisanos soviéticos en Bielorrusia. Bagramián desvió apoyo aéreo y otros suministros esenciales a los partisanos, que permitió a la mayoría de ellos escapar del cerco alemán. Con el avance de las fuerzas soviéticas en el Báltico y Ucrania, el Grupo de Ejércitos Centro alemán había sido en gran parte aislado como la STAVKA estaba planeando y preparando. El plan de la STAVKA, cuyo nombre en código era Operación Bagratión se mantuvo en secreto para todos los comandantes del frente que iban a participar. Al propio Bagramián solo se le informó de su papel en esta decisiva ofensiva en mayo de 1944.
Bagratión fue el nombre que se utilizó para nombrar al Primer, Segundo y Tercer Frente Bielorruso y el Primer Frente Báltico cuya misión era hundir al Grupo de Ejércitos Centro. Bagramián fue el encargado de atacar a las fuerzas alemanas en el río Daugava y junto con el Tercer Frente Bielorruso eliminó de fuerzas alemanas los alrededores de Vítebsk.

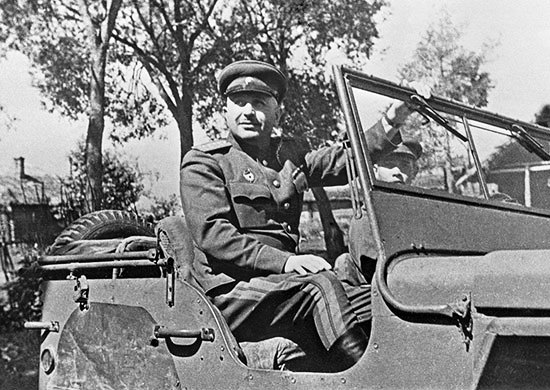
General del Ejército Iván Bagramián, en 1944.

Aunque Bagramián, al igual que todos los comandantes del Ejército Rojo, consideraba aceptable sostener muchas bajas, le conmocionó tremendamente la inmensa pérdida de vidas; por esta razón, trató de reducir estos niveles, principalmente aprovechando el elemento sorpresa en las operaciones. En sus preparativos para la Operación Bagratión, guio al 43.º Ejército a través de un terreno difícil, entre pantanos y marismas, rodeando al Grupo de Ejércitos Norte por el sur. Esta maniobra tomó por sorpresa al Grupo de Ejércitos Norte. El 43.º Ejército consiguió un gran éxito en su ataque. El comandante del 43.º Ejército, el general Afanasy Beloboródov, escribió que un alemán capturado durante la ofensiva declaró que las fuerzas alemanas habían sido tomadas por sorpresa por las atacantes.
Bagramián siguió empujando hacia Vítebsk y sus fuerzas fueron ayudadas por los mismos partisanos bielorrusos que habían escapado del cerco alemán en abril. Siempre consideraba vital la inteligencia, que incluía la información sobre la ubicación de los puentes y los movimientos de tropas, y también por esta razón, lanzó ataques contra las líneas de la logística alemana. El 22 de junio de 1944, la Operación Bagratión comenzó y Bagramián procedió a avanzar hacia el oeste, como se había planeado previamente. Sin embargo, creció la brecha en el flanco norte del Frente. Stalin acordó enviar un cuerpo de tanque para reforzar las fuerzas de Bagramián, pero se le ordenó que capturara Pólatsk. El 3 de julio sus tropas habían realizado las tareas establecidas, destruyendo el 3.º Ejército Panzer y capturando Pólatsk. Gracias a estos logros, el 7 de julio fue condecorado con la Medalla de Oro de Héroe de la Unión Soviética.

#### El Báltico
Con el éxito general de las fuerzas soviéticas en la Operación Bagratión, el Frente fue ampliado con tres ejércitos más (a pesar de que se cedió el 4.º Ejército de Choque al Segundo Frente del Báltico), el 39.º Ejército (anteriormente integrado en el Tercer Frente Bielorruso), el 51.º Ejército y el 2.º Ejército de guardias. La STAVKA ordenó al Primer Frente Báltico que se moviera hacia el oeste, a fin de aislar al Grupo de Ejércitos Norte de las restantes fuerzas alemanas para que no escaparan a Alemania. A pesar de ello, Bagramián conocía que muchos de los generales que se prestaban a las órdenes del ejército alemán eran dirigidos por el propio Adolf Hitler, en lugar de por el Estado Mayor y al mismo tiempo sabía que existía la posibilidad de que no se pudieran enfrentar a ellos en la ciudad lituana de Kaunas, él consideraba que la ubicación más probable sería en la capital de Letonia, Riga. Habló con Vasilevski que acordó cambiar los planes en caso de que su teoría y su intuición resultase correcto.
Como el Primer Frente Báltico comenzó a desplazarse hacia el este en Lituania y Letonia, se hizo evidente que grupo de ejércitos Norte trataría de flanquear a Bagramián cerca de las fuerzas de Daugavpils, como había predicho anteriormente. Vasilevski, manteniendo su promesa, hizo un llamamiento a Stalin para permitir a Bagramián pasar a Daugavpils, pero él se negó a hacerlo, entonces Vasilevsky ordenó a Bagramián seguir adelante. Recibiendo el prometido 39.º Ejército, pero solo estaba compuesto por siete divisiones (en comparación con las diez del Cuarto).
El 9 de julio, sus fuerzas de tierra habían avanzado considerablemente en el corte de una importante carretera que conectaba Kaunas con Daugavpils. Tomando ventaja de ello, Bagramián trabajó con otros comandantes del Frente para atacar la retaguardia del grupo de ejércitos Centro, pero la mala coordinación entre las unidades llevó a una anticipación. En este momento, Bagramián se dio cuenta de que no iba a ser fácil expulsar a las fuerzas alemanas de los Países bálticos y los avances hacia Kaunas fueron inútiles. Propuso a la STAVKA lanzar una ofensiva de envergadura hacia Riga, pero esta rechazó sus planes, las que se indica que los ejércitos del Segundo y Tercer Frentes Bálticos ya habrían empujado al grupo de ejércitos Centro de Prusia, en el momento de la ofensiva. Él trató de convencerles de lo contrario, citando las fuerzas numéricamente deficientes en los dos frentes, pero fue rechazado y se le ordenó conducir hacia la carretera que conectaba la ciudad de Lituania Šiauliai con Riga.
Con su captura, Bagramián persuadió a Vasilevski para que le permitiera avanzar con sus fuerzas hacia Riga, recibió el visto bueno de la STAVKA el 29 de julio. El 30 de julio sus fuerzas finalmente llegaron a la ciudad balneario de Tukums, cerca del golfo de Riga, cortando así un total de 38 divisiones de infantería y blindados alemanes en Letonia. Por sus logros en esta batalla, fue condecorado con el título de Héroe de la Unión Soviética. Durante el mes de agosto, las fuerzas soviéticas estuvieron en punto muerto en la ofensiva de Riga, que se concentraba en detener los ataques alemanes. Por último el 14 de septiembre de 1944, el Primer, Segundo y Tercer Frentes Bálticos lanzaron varias ofensivas a gran escala al objetivo de Riga, encontrando una feroz resistencia por parte de sus defensores. El 24 de septiembre, con sus fuerzas a solo 19 km de Riga, la STAVKA ordenó a Bagramián detenerse, reagruparse y avanzar contra Memel. El 5 de octubre sus fuerzas atacaron Memel y el 10 de octubre, llegó a la ciudad, de manera efectiva previniendo la retirada a Prusia del grupo de ejércitos Norte.
A principios de 1945, el ejército de Bagramián, bajo el mando del general de Vasilievski, participó en el avance a Prusia Oriental. En la Operación Samland, Bagramián con el Primer Frente del Báltico, ahora renombrado como el Grupo de Fuerzas de Samland, capturó en abril Königsberg (actualmente Kaliningrado). El 9 de mayo de 1945, aceptó la rendición de las fuerzas alemanas cercadas en Letonia, capturando un total de 158 aviones, 18 000 vehículos, 500 tanques de asalto y ametralladoras, entre otras armas.

### Carrera después de la Segunda Guerra Mundial

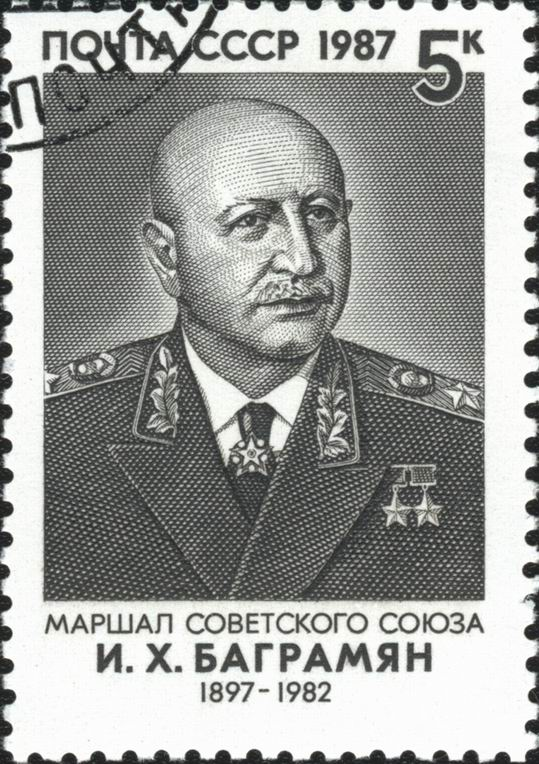
Sello conmemorativo de Iván Bagramián.

Después de la guerra, Bagramián permaneció al mando del Distrito Militar Báltico, encargado de las operaciones contra los partisanos de Lituania y Letonia. En 1954, fue nombrado inspector jefe del Ministerio de Defensa. En 1955, fue nombrado viceministro de la Defensa, con el rango de mariscal de la Unión Soviética. También fue jefe de la Academia Militar del Estado Mayor y comandante de las fuerzas de reserva de las Fuerzas Armadas Soviéticas. También sirvió como diputado del Sóviet Supremo de la RSS de Letonia y la RSS de Armenia.
Pasó gran parte de su tiempo escribiendo artículos en revistas militares soviéticas de las operaciones estratégicas y, sobre todo, participando en la redacción de los seis volúmenes de trabajo sobre la participación soviética durante la Segunda Guerra Mundial, La Unión Soviética de la Gran Guerra Patria (1941-1945). En agosto de 1967, Bagramián acompañó al secretario general Leonid Brézhnev y al primer ministro Alekséi Kosygin a Vietnam del Norte, donde se reunieron con los mandatarios vietnamitas; Bagramián viajó en calidad de experto militar, y ayudó a negociar la coordinación logística y la entrega de armas al país durante la guerra de Vietnam.
Se retiró en 1968. En 1971, completó el primer volumen de sus memorias, Así es como empezó la guerra y en 1977 el segundo, Así fuimos a la victoria. Entre los numerosos temas que trata este, se encuentra un análisis de las costosas ofensivas del Ejército Rojo en las primeras etapas de la guerra.
Tras la muerte del mariscal Vassili Chuikov el 18 de marzo de 1982, fue el último mariscal soviético veterano de la Segunda Guerra Mundial aún con vida. Sin embargo, Bagramián murió pocos meses después, el 21 de septiembre de 1982, como consecuencia de una prolongada enfermedad a los ochenta y cinco años; era aún miembro del comité central del Partido Comunista de la URSS y viceministro de Defensa, y fue enterrado con todos los honores en la Plaza Roja de Moscú, en la Necrópolis de la Muralla del Kremlin.
El 11 de mayo de 1997, con motivo del centenario de su nacimiento, el Gobierno de Armenia estableció una medalla conmemorativa, la Medalla del Mariscal Bagramián (en armenio: «Մարշալ Բաղրամյան» Մեդալ) que se otorga a personas que participaron en las hostilidades durante la Segunda Guerra Mundial, veteranos laborales que participan activamente en la educación de la juventud en un espíritu patriótico militar, generales y oficiales, soldados rasos y sargentos de las fuerzas armadas, que estuvieron directamente involucrados en las hostilidades durante la defensa de las fronteras de Armenia.
Por sus contribuciones durante la guerra, fue considerado como Héroe de la Unión Soviética, y sigue sosteniendo tal consideración entre la población armenia. Sus restos descansan en la Necrópolis de la Muralla del Kremlin de Moscú. En Armenia llevan el nombre de Bagramián, una ciudad (Latitud: 40.1933333 Longitud: 44.3686111), un polígono de tiro militar y una formación de una brigada del ejército, una estación de metro y una calle en Ereván, la capital de Armenia.

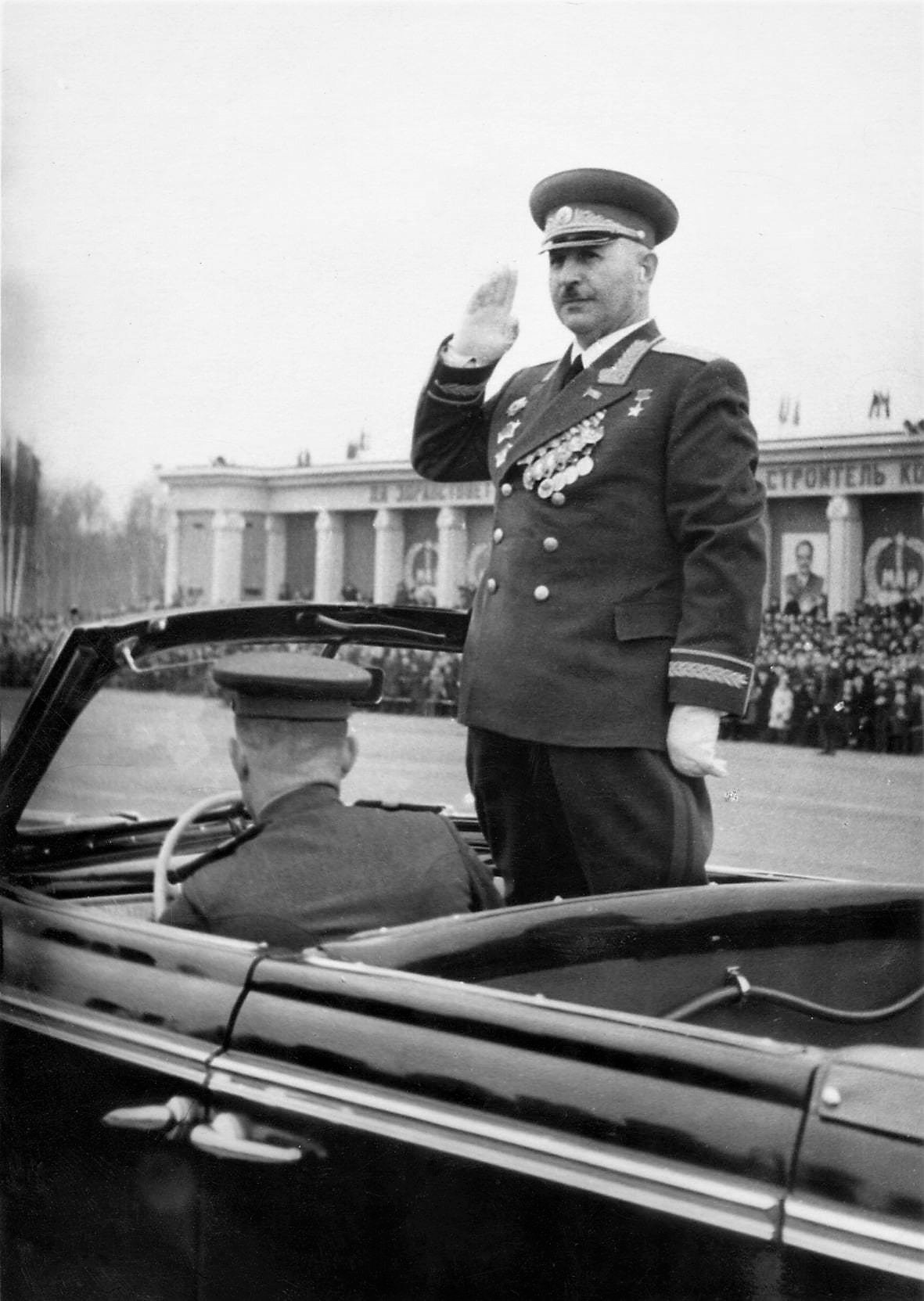
Mariscal Bagramián durante un desfile militar en Riga en 1955

## Promociones
- Coronel (29 de noviembre de 1935)
- Mayor general (12 de agosto de 1940)
- Teniente general (27 de diciembre de 1943)
- Coronel general (27 de agosto de 1943)
- General del ejército (17 de noviembre de 1943)
- Mariscal de la Unión Soviética (11 de marzo de 1955)[40]

## Condecoraciones

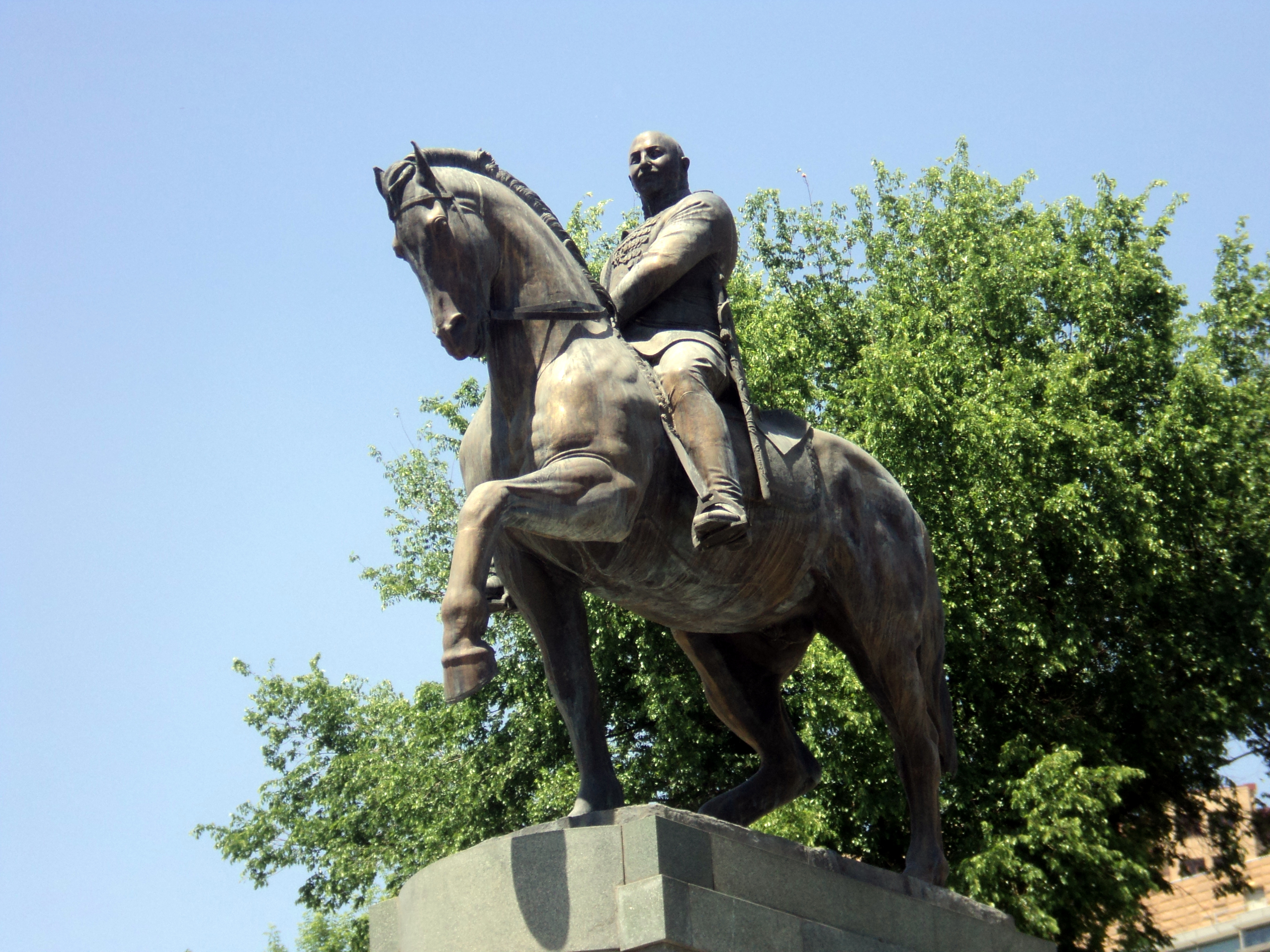
Estatua ecuestre del mariscal Bagramián en Ereván, frente a la Universidad Americana de Armenia y junto a la embajada británica

A lo largo de su extensa carrera militar, Iván Bagramián recibió las siguientes condecoraciones
Unión Soviética
- Héroe de la Unión Soviética, dos veces (29 de julio de 1944, 1 de diciembre de 1977)
- Orden de Lenin, seis veces (29 de julio de 1944, 6 de noviembre de 1945, 1 de diciembre de 1947, 2 de diciembre de 1957, 1 de diciembre de 1972, 27 de diciembre de 1967, 1 de diciembre de 1977)
- Orden de la Revolución de Octubre (22 de febrero de 1968)
- Orden de la Bandera Roja, tres veces (6 de noviembre de 1941, 30 de noviembre de 1944, 17 de mayo de 1951)
- Orden de Suvorov de 1.er grado, dos veces (27 de agosto de 1943, 19 de abril de 1945)
- Orden de Kutuzov de 1.er grado (9 de abril de 1943)
- Orden de la Estrella Roja (16 de agosto de 1936)
- Orden del Servicio a la Patria en las Fuerzas Armadas de la URSS de 3.er grado (30 de abril de 1975)
- Medalla por la Defensa de Moscú (1 de mayo de 1944)
- Medalla por la Defensa de Kiev (1961)
- Medalla por la Conquista de Königsberg (1945)
- Medalla por la Victoria sobre Alemania en la Gran Guerra Patria 1941-1945 (1945)
- Medalla Conmemorativa por el Centenario del Natalicio de Lenin (1969)
- Medalla Conmemorativa del 20.º Aniversario de la Victoria en la Gran Guerra Patria de 1941-1945 (1965)
- Medalla Conmemorativa del 30.º Aniversario de la Victoria en la Gran Guerra Patria de 1941-1945  (1975)
- Medalla de Veterano de las Fuerzas Armadas de la URSS (1976)
- Medalla por el fortalecimiento de la cooperación militar (1979)
- Medalla por la Transformación de la Región de la Tierra No Negra de la RSFSR (1956)
- Medalla del 20.º Aniversario del Ejército Rojo de Obreros y Campesinos(1938)
- Medalla del 30.º Aniversario de las Fuerzas Armadas de la URSS (1948)
- Medalla del 40.º Aniversario de las Fuerzas Armadas de la URSS (1958)
- Medalla del 50.º Aniversario de las Fuerzas Armadas de la URSS (1968)
- Medalla del 60.º Aniversario de las Fuerzas Armadas de la URSS (1978)
- Medalla Conmemorativa del 800.º Aniversario de Moscú  (1947)
- Medalla Conmemorativa del 1500.º Aniversario de Kiev  (1982)
- Arma de honor - espada inscrita con el emblema nacional dorado de la Unión Soviética (1968)

Otros países
- Héroe de la República Popular de Mongolia (Mongolia)
- Orden de Sukhbaatar (Mongolia)
- Orden de la Bandera Roja (Mongolia)
- Medalla del 30.º Aniversario de la Victoria en Jaljin Gol (Mongolia)
- Medalla del 50.º Aniversario de la Revolución Popular de Mongolia (Mongolia)
- Medalla del 30.º Aniversario de victoria sobre el Japón militarista (Mongolia)
- Medalla del 50.º Aniversario del Ejército Popular de Mongolia (Mongolia)
- Orden de Karl Marx (Alemania del Este)
- Medalla por el fortalecimiento de la amistad en armas, grado de oro (Checoslovaquia)
- Orden de la República Popular de Bulgaria, 1.ª clase, dos veces (República Popular de Bulgaria)
- Cruz de Caballero de la Orden Polonia Restituta, dos veces (Polonia)
- Medalla de la Hermandad en Armas (Polonia)
- Medalla de la Amistad Chino-Soviética (República Popular de China)